# Stefanie Köhle
Stefanie Köhle (Zams, 6 giugno 1986) è un'ex sciatrice alpina austriaca.

## Biografia
Nata a Zams e originaria di Landeck, la Köhle, dopo aver iniziato a disputare gare FIS nel dicembre del 2001, debuttò in Coppa Europa il 23 gennaio 2004, piazzandosi 28ª nel supergigante disputato a Innerkrems. La stagione 2006-2007 fu la prima in cui mostrò una buona continuità di risultati nel circuito continentale, ottenendo tra l'altro il primo podio (3ª) e la prima vittoria, il 15 e 16 febbraio in supergigante a Sella Nevea.
All'inizio della stagione 2007-2008 esordì in Coppa del Mondo: il 27 ottobre disputò infatti lo slalom gigante di Sölden, arrivando 24ª. L'annata in Coppa Europa si dimostrò inoltre migliore della precedente, con due vittorie (tra le quali l'ultima in carriera, il 19 dicembre nello slalom gigante di Courchevel) e un altro podio che assieme ad altri buoni piazzamenti le permisero di chiudere al primo posto nella classifica di slalom gigante.
L'11 febbraio 2010 colse a Götschen il suo ultimo podio in Coppa Europa (2ª in slalom gigante) e il 27 ottobre 2009 conquistò il suo unico podio in Coppa del Mondo, giungendo 3ª nello slalom gigante di Sölden. Si ritirò al termine della stagione 2013-2014 e la sua ultima gara in carriera fu lo slalom gigante di Coppa del Mondo disputato il 7 marzo di quell'anno a Åre, nel quale non si qualificò per la seconda manche; in carriera non prese parte né a rassegne olimpiche né iridate.

## Palmarès

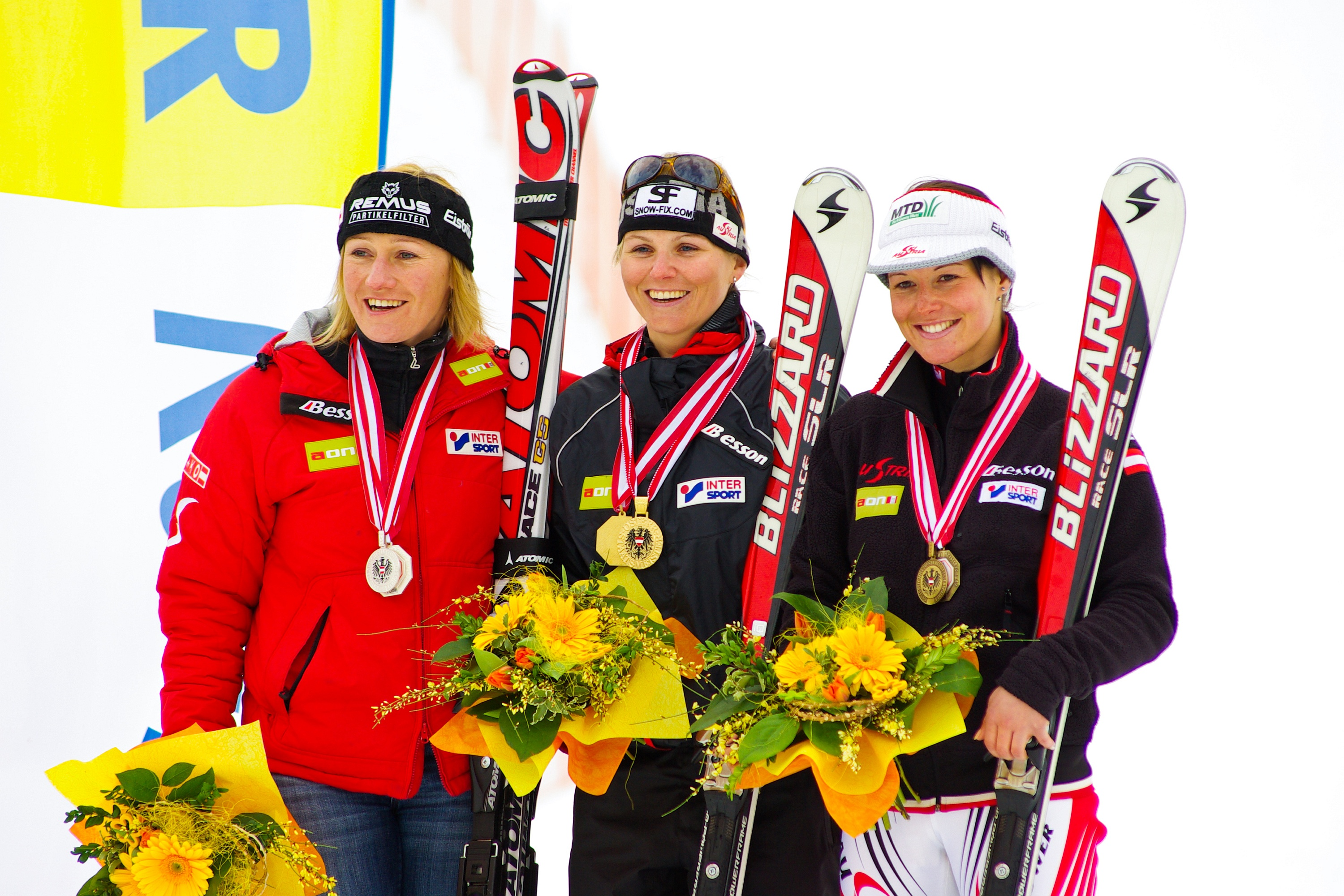
Il podio del supergigante dei Campionati austriaci 2008, con Stefanie Köhle (bronzo, a destra), Silvia Berger (oro, al centro) e Renate Götschl (argento, a sinistra)

### Coppa del Mondo
- Miglior piazzamento in classifica generale: 35ª nel 2012 e nel 2013
- 1 podio:
  - 1 terzo posto

### Coppa Europa
- Miglior piazzamento in classifica generale: 5ª nel 2007
- Vincitrice della classifica di slalom gigante nel 2008
- 8 podi:
  - 3 vittorie
  - 3 secondi posti
  - 2 terzi posti

#### Coppa Europa - vittorie
| Data             | Località           | Paese   | Specialità |
| ---------------- | ------------------ | ------- | ---------- |
| 16 febbraio 2007 | Sella Nevea        | Italia  | SG         |
| 10 dicembre 2007 | Alleghe-Zoldo Alto | Italia  | GS         |
| 19 dicembre 2007 | Courchevel         | Francia | GS         |

Legenda:

SG = supergigante

GS = slalom gigante

### Campionati austriaci
- 5 medaglie[1]:
  - 2 ori (supergigante, slalom gigante nel 2012)
  - 1 argento (supergigante nel 2009)
  - 2 bronzi (slalom gigante nel 2007; supergigante nel 2008)

### Campionati austriaci juniores
- 2 medaglie[1]:
  - 1 argento (supergigante nel 2004)
  - 1 bronzo (slalom gigante nel 2004)